# Cucullia abrotani
Cucullia abrotani là một loài bướm đêm trong họ Noctuidae.